# A Bayou Legend

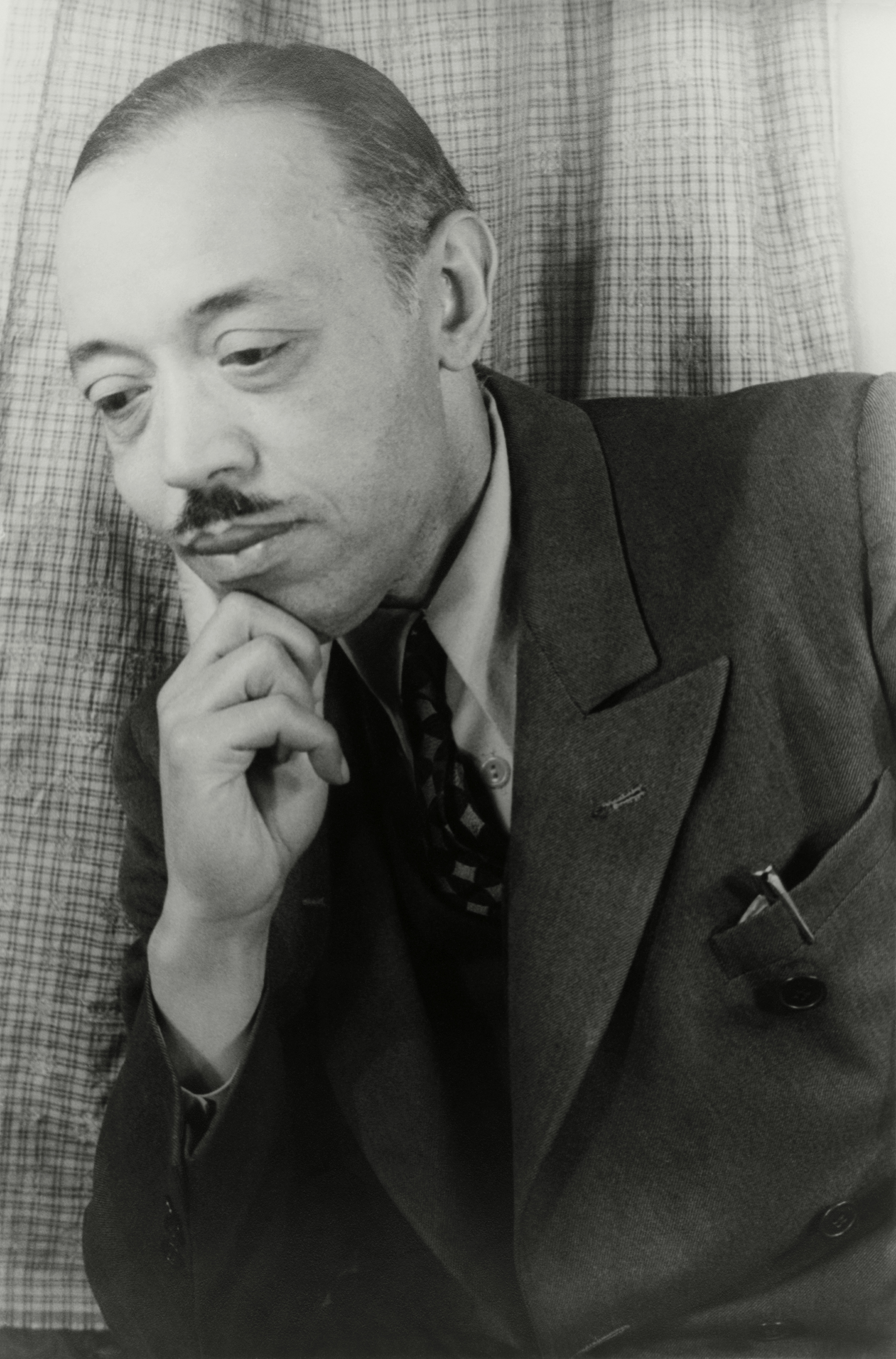
William Grant Still fotograferad 1949 av Carl Van Vechten

A Bayou Legend är en opera med musik av den amerikanske kompositören William Grant Still och libretto av hans hustru och samarbetspartner Verna Arvey. 

## Historia
Still komponerade A Bayou Legend 1941, men den framfördes professionellt först 1974 av "Opera/South" i Jackson, Mississippi, 33 år senare. Operasällskapet satte upp operan på nytt 1976 samt 1979 i samarbete med "Mississippi Educational Television Authority" i en TV-version. Dock försenades sändningen till den 15 juni 1981 på grund av tekniskt efterarbete. This marked the first time that an opera composed by an African American was broadcast on television.
1976 hade operan premiär på USA:s västkust vid "East Los Angeles City College" i en ensemble nästa uteslutande bestående av afroamerikanska sångare. Uppsättningen ändrade tiden för handlingen till 1920-talet.
Daniel Cariagas recension av operans premiär för Los Angeles Times beskrev den som "effektiv och vackert utförd...ett attraktivt och kraftfullt verk."
Stills änka och medlibresstist Verna Arvey närvarande vid uppsättningen i Los Angeles. Hon tilldelades en plalett till William Grant Stills ära och sa att uppsättningen till fullo hade fångat andan i hennes makes verk.
Recensionen i New York Times prisade operan som "enkel med effektiv" och beskrev ensemblen som "utomordentligt vacker och talangfull." Uppsättningen nominerades till en Emmy Award för "Outstanding Achievement in Lighting Direction". Till dags dato har TV-uppsättningen ännu inte släppts på DVD.

## Personer
| Roller               | Röststämma | Besättning (TV-sändningen 1981) |
| -------------------- | ---------- | ------------------------------- |
| Aurore               | Sopran     | Carmen Balthrop                 |
| Bazile               | Tenor      | Gary Burgess                    |
| Leonce               | Baryton    | Peter Lightfoot                 |
| Clothilde            | Sopran     | Raeschelle Porter               |
| Father Lestant       | Bas        | Cullen Maiden                   |
| Minstrel/First Blade |            | Francois Clemmons               |
| Second Blade         |            | Irwin Reese                     |
| Third Blade/MC       |            | Ben Holt                        |
| First Woman          |            | Louise Clemons                  |
| Second Woman         |            | Glennye Robinson                |
| Third Woman          |            | Dianne Wells                    |
| Deacon               |            | Benny Reeves                    |
| Warden               |            | Louis Beverly                   |
| Second Man           |            | James Hawkins                   |

## Handling
Operan utspelas på 1900-talet i en kreolby i en kreolby i Mississippiflodens delta. Handlingen rör sig kring den dödliga hämnd som den vackra Clothilde utkräver på Brazile, en vacker ung man som inte besvarat hennes kärlek. När Clothilde upptäcker att Brazile har varit i samröre med Aurore, en ande som påstår sig vara Braziles forna älskade från gångna tider, hotar Clothilde att få Brazile fänglsad för att ha brutit mot lokala, religiösa seder. Då Brazile fortsätter att vägra gifta sig med Clothilde anordnar hon en folksamling som ska lyncha honom. I dödsögonblicket förenas dock Braziles själ med Aurore; Clothilde fortsätter återstoden av sitt liv att leva som en bitter ensling.